# Сентул
Сентул (индон. Sentul International Circuit) — стационарная дорожная трасса, расположенная недалеко от индонезийского города Богор, провинция Западная Ява.
Трасса принимает гонки с 1993 года.

## Общая информация

### История
История создания автодрома начинается в конце 1980-х годов, когда энтузиаст автоспорта Томми Сухарто (сын тогдашнего президента страны) при поддержке государства взялся за проект автодрома, потенциального могшего принять вторую (после Японии) гонку Ф1 в Азии. К 1993 году проект воплотился в реальную трассу, открытую президентом Сухарто.
Договориться об этапе Ф1 не удалось и первой серией на трассе стал австралийский чемпионат Ф-Холден. Постепенно стали устранятся особенности трассы, плохо подходившие миру высокоскоростного автоспорта — резкие, очень медленные повороты стали постепенно сглаживаться, постепенно сокращая длину круга с первоначальных 4,12 км.
Устранив проблемы с конфигурацией, владельцы автодрома получили в конце 1990-х годов ещё две проблемы — финансовый кризис 1997 года резко сократил численность местных любителей автоспорта, а в 1999 году в совсем уж мало реальную превратилась перспектива национального гран-при Ф1 — построенный рядом в Малайзии автодром Сепанг был качественно лучше и уже имел контракт с FOM. Сентул смог зазвать к себе лишь второстепенные региональные первенства.
Ситуация немного изменилась в середине 2000-х, когда организаторы удачно воспользовались интересом к восточноазиатскому рынку организаторов серий GP2 и A1 Grand Prix, привезя к себе несколько их этапов. Оба чемпионата, впрочем, вскоре отказались от индонезийского этапа, а А1 вскоре после этого и вовсе закрылась.
Помимо значимых автоспортивных соревнований на трассе проходили и статусные мотогонки — в 1996-97 годах здесь дважды разыгрывался национальный этап в рамках Moto GP, а в 1994-97 — этап Чемпионата мира по супербайку.

### Трасса
Автодром удобно соединён с местными платными дорогами. В отсутствии на трассе сколько-нибудь официальных соревнований, любой желающий может за небольшую плату прокатиться по гоночному кольцу.
Используемая ныне конфигурация предполагает движение по часовой стрелке. На трассе максимально сглажены все ухабы и созданы большие зоны безопасности. Ширина дорожного полотна местами достигает пятнадцати метров. Длина круга по сравнению с первоначальным проектом значительно сокращена и ныне не превосходит и четырёх километров, при этом самая длинная прямая составляет 900 метров (быстрейшие классы разгоняются там до 300 км/ч). Большинство поворотов нынешней конфигурации — низкоскоростные и лишь в повороте 2 торможение не столь значительно (быстрейший автогонщик показал на его апексе скорость в 220 км/ч, а мотогонщик — 190).
Автодром расположен в чуть более прохладном районе страны, однако и жара и ливни являются весьма характерными чертами различных авто-/мотоспортивных уик-эндов на Сентуле.
| Длина трассы               | 3,96 км    |
| Максимальная ширина трассы | 15 м       |
| Самая длинная прямая       | 900 м      |
| Лицензия FIA               | Уровень 2  |
| Боксы                      | 50 гаражей |
| Крытые трибуны             | 2          |

### Прочее
Помимо основного кольца комплекс также содержит трассы для авто- и мотокросса, картинга. На территории автодрома расположен 3-звёздочный отель, дом для гостей, ресторан и поле для гольфа.